# Авраменко Наталія Вікторівна
Наталія Вікторівна Авраменко (нар. 19 лютого 1956, Вільнянськ) — українська науковиця, доктор наук з державного управління, професор. Станом на 2023 р. Директор КНП «Обласний медичний центр репродукції людини» ЗОР, завідувачка кафедри акушерства, гінекології та репродуктивної медицини ННІПО ЗДМФУ.

## Життєпис
У 1979 році закінчила Запорізький медичний інститут за спеціальністю лікувальна справа.
Кар'єра: Трудова діяльність
1979—1979 лікар-інтерн пологового будинку № 6 м. Запоріжжя
1979—1980 лікар-інтерн пологового будинку № 3 м. Запоріжжя
1980—1982 лікар-акушер-гінеколог жіночої консультації пологового будинку № 4 м. Запоріжжя
травень-грудень 1982 старший лаборант кафедри оперативної хірургії Запорізького державного медичного університету
1982—1985 лікар-акушер-гінеколог клінічного пологового будинку № 5 м. Запоріжжя
1985—1991 інспектор-лікар відділу лікувально-профілактичної допомоги обласного відділу охорони здоров'я
1991- … головний лікар комунальної установи «Обласний медичний центр репродукції людини» Запорізької обласної ради

## Нагороди, почесні звання
- Знак «Відмінник охорони здоров'я»,
- «Заслужений лікар України»,
- Орден княгині Ольги II ступеня (19 червня 2020)[2]
- Орден княгині Ольги III ступеня (26 червня 2006)[3]
- Почесна грамота Верховної Ради України,
- Почесна грамота управління охорони здоров'я Запорізької ОДА,
- Почесна грамота Міністерства охорони здоров'я України,
- Орден «За заслуги перед Запорізьким краєм» III ст.[4][відсутнє в джерелі],
- медаль «За розвиток Запорізького краю»,
- Орден «За заслуги перед Запорізьким краєм» II ст.[5],
- Орден «За заслуги перед Запорізьким краєм» I ст.[6],
- звання «Почесний громадянин міста Оріхова»,
- відзнака «За розбудову Оріхівського краю»,
- медаль «Покров Пресвятої Богородиці» I ст.,
- звання «Почесний громадянин Оріхівського району».